# Mulan (film 2009)
Mulan (chiń. 花木兰; pinyin Huā Mùlán) – chiński dramat historyczny z 2009 roku. Film oparty jest na historii Hua Mulan, na wpół legendarnej chińskiej wojowniczki. 

## Treść
Akcja toczy się na ziemiach północnych Chin w okresie panowania dynastii Wei. Główna bohaterka, dziewczyna imieniem Hua Mulan od dziecka uczy się od ojca sztuki wojennej oraz strategii. Kiedy kraj zostaje zaatakowany przez groźnych koczowników, Mulan, nie chcąc pozwolić swojemu ojcu powrócić do armii w jego podeszłym już wieku, odurza go, przebiera się za mężczyznę i w sekrecie wstępuje do wojska w jego miejsce. 
Wkrótce po rekrutacji, jej zdolności zostają zauważone. Mulan szybko awansuje na oficera, a w końcu na dowódcę armii. Dowodzone przez nią wojska kroczą od zwycięstwa do zwycięstwa...

## Obsada
- Zhao Wei - Hua Mulan
- Xu Jiao - młoda Hua Mulan
- Chen Kun - Wentai
- Hu Jun - Mendu
- Jaycee Chan - Fei Xiaohu
- Nicky Lee - Hu Kui
- Liu Yuxin - księżniczka koczowników
- Yu Rongguang - Hua Hu
- Sun Zhou - cesarz Wei